# Американская болотная черепаха
Американская болотная черепаха (лат. Emydoidea blandingii) — вид черепах из семейства американских пресноводных черепах (Emydidae), выделяемый в монотипический род американских болотных черепах (Emydoidea), хотя некоторые исследователи помещают его в род Emys.
Латинское видовое название дано в честь американского натуралиста Уильяма Бландинга. Американские болотные черепахи представляют интерес для исследований процессов старения, поскольку они не показывают никаких общих признаков старения и физически активны и способны воспроизводиться в течение восьми или девяти десятилетий жизни.
Обитают на ряде территорий США и Канады.

## Описание
Общая длина тела взрослой особи колеблется от 18 до 27 см. Окрасом и размерам схожа с европейской болотной черепахой. Карапакс тёмно-оливкового цвета с мелкими светлыми пятнышками. Пластрон жёлтого цвета с тёмными, симметрично расположенными, пятнышками. Кроме того, у взрослых особей он настолько подвижен в поперечной связке, что может подтягиваться, плотно закрывая переднее и заднее отверстия панциря при втянутых конечностях.

## Образ жизни
Любит разнообразные мелкие слабо проточные водоёмы, часто выходит на сушу, где не только греется на солнце, но и добывает пищу. Рацион разнообразен, с преобладанием ракообразных и насекомых. Рыбу она поедает в незначительном количестве. Растения также составляют небольшую долю рациона этой черепахи.
Половая зрелость наступает в 14—20 лет. Спаривание наблюдается в течение всего активного периода — с марта по октябрь. В июне самки откладывают 6—12 яиц, из которых к сентябрю выводятся молодые черепахи, остающиеся под землей до весны.
Мясо этих черепах употребляется в пищу.
Продолжительность жизни в естественных условиях превышает 77 лет.

## Ареал
Живёт в канадских провинциях: Онтарио, Квебек, Новая Шотландия и американских штатах: Мичиган, Пенсильвания, Огайо, Индиана, Иллинойс, Висконсин, Айова, Миннесота, Небраска, Миссури, Нью-Йорк, Коннектикут, Род-Айленд, Массачусетс, Нью-Гэмпшир, Мэн.

## Опасность исчезновения
Первичной угрозой для американской болотной черепахи является фрагментация и разрушение среды обитания, а также разорение гнёзд неестественно большими популяциями хищников. Вид указан как находящийся под угрозой исчезновения в Красном списке МСОП, в некоторых штатах США, а также на всей территории Канады, хотя он не имеет федерального статуса в США. Американская болотная черепаха в настоящее время не указана в списке CITES (Конвенция о международной торговле видами дикой фауны и флоры, находящимися под угрозой исчезновения), но находится на рассмотрении с 2013 года.